# 말라위두더지쥐
말라위두더지쥐(Fukomys whytei)는 뻐드렁니쥐과에 속하는 설치류의 일종이다. 말라위의 토착종이다. 땅 밑에서 생활을 하는 사회적 동물의 일종이다. 자연 서식지는 해발 500m와 1760m사이의 미옴보 숲이다. 학명은 영국의 박물학자 알렉산더 와이티(Alexander Whyte)의 이름에서 유래했다.